# Senecio princei
Senecio princei là một loài thực vật có hoa trong họ Cúc. Loài này được Simps. miêu tả khoa học đầu tiên.